# GJ-10
La GJ-10 es una hipotética ronda interior así como una carretera en la ciudad de Gijón. Fue el primer proyecto de construcción de una vía de alta capacidad de circunvalación en Gijón, aunque solamente un tramo es considerado como autovía urbana. La ronda interior mide unos 3 500 metros de longitud y la carretera unos 2 400. 

## La hipotética ronda interior

### Historia
Planteada como Ronda para Camiones en 1937, no sería hasta 1947 cuando el Plan de Ordenación Urbana recoge su trazado, aunque habría que esperar varias décadas hasta su finalización. Su segundo tramo, la Avd. Gaspar García Laviana, se construyó como eje vertebrador del proyecto de Las Mil Quinientas, en el barrio de Pumarín.
En la actualidad se prevé la reducción parcial de su capacidad y tráfico debido a la construcción de la GJ-82, que desviaría el gran tráfico de camiones que se dirigen al Puerto de El Musel, motivo de contaminación y degradación de los barrios de La Calzada, Natahoyo, Perchera-La Braña y El Polígono.

### Recorrido
Esta ronda interior  comprende la Avenida del Príncipe de Asturias (N-641) y la Avenida de Gaspar García Laviana. 

#### Avenida del Príncipe de Asturias
El tramo comprendido entre el Puerto de Gijón El Musel y el cruce con la Avenida de la Constitución es catalogado como de Autovía Urbana y recibe el nombre del por entonces Príncipe de Asturias, Felipe VI. Mide unos 2 400 metros de longitud y  es una importante vía de comunicación en la ciudad de Gijón ya que conecta al barrio de La Calzada con vías de acceso al centro de la ciudad y toda la zona Sur de Gijón. Además comunica y enlaza con la autopista de acceso Sur a Gijón GJ-81 que a su vez enlaza con las autopistas A-8 y A-66.

#### Avenida de Gaspar García Laviana
Posteriormente se pasa a la Avenida de Gaspar García Laviana, vía con dos o tres carriles de circulación para cada sentido, de unos 1 100 metros de longitud y que finaliza en la Avenida del Llano. Este segundo tramo, es uno de los ejes de comunicación del barrio de Pumarín y de los barrios del Sur de Gijón, conectando la Avenida de la Constitución (en donde desemboca la Autovía Industrial AS-II y que conecta con la ronda sur de Gijón GJ-81) con la Avenida del Llano. Esta última conecta directamente con la Ronda de Gijón A-8 y con la autovía minera AS-I.

## La carretera
La GJ-10 como tal es una carretera bidireccional de unos 2,5 km entre El Empalme y Tremañes.
Gran parte del recorrido de la GJ-10, en concreto el tramo El Empalme - Tremañes, pertenecía antiguamente a la AS-19, pero este fue cedido por parte del Principado de Asturias al Ministerio de Fomento.
En la actualidad se prevé la reducción parcial de su capacidad debido a la nueva GJ-20.

## Tramos
| Denominación | Tramo                          | Año servicio | Longitud (km) |
| ------------ | ------------------------------ | ------------ | ------------- |
| GJ-10        | A-8 Lloreda - Puente Seco      | 1991         | 3,5           |
| GJ-10        | Puente Seco - El Empalme AS-19 | 2001         | 2,4           |